# Madhubala
Madhubala (geboren: Mumtaz Jehan Begum Dehlavi, Delhi, 14 februari 1933 - Bombay, 23 februari 1969) was een Indiaas actrice die voornamelijk in Hindi films speelde.

## Biografie
Madhubala, geboren en getogen in de sloppenwijken van Delhi, begon begin jaren veertig al met optreden en zong voor het kinderprogramma op het All India Radio-station. Ze verhuisde met haar familie naar Bombay toen ze 8 jaar oud was en verscheen kort daarna in kleine rollen in een aantal films. In 1947, op 14-jarige leeftijd, maakte Madhubala de overstap naar hoofdrollen met Neel Kamal. In de daaropvolgende jaren ontpopte ze zich tot één van Bollywood's best betaalde sterren met hoofdrollen in zeer succesvolle films zoals Lal Dupatta (1948), Mahal (1949) en Tarana (1951). Ook verwierf ze in die periode internationale bekendheid en verdere publiciteit door haar liefdesaffaire met Dilip Kumar, die gedurende zeven jaar stand hield.
De komedie Mr. & Mrs. '55 (1955) markeerde een keerpunt in Madhubala's carrière en ze behaalde meer succes met haar rollen in Howrah Bridge (1958), Chalti Ka Naam Gaadi (1958), Barsaat Ki Raat (1960) , Mughal-e-Azam (1960) en Half Ticket (1962). Critici omschreven haar vertolking van Anarkali in Mughal-e-Azam als een van de beste uitvoeringen in de Indiase filmgeschiedenis. 
In 1960, ondanks dat ze op het hoogtepunt van haar roem was, trok Madhubala zich terug nadat ze met Kishore Kumar getrouwd was, ze was daarna nog slechts in enkele films te zien. Een groot deel van haar huwelijksleven leed ze aan terugkerende aanvallen van kortademigheid en bloedhoesten veroorzaakt door een aangeboren hartafwijking, wat uiteindelijk leidde tot haar dood op 36-jarige leeftijd. Haar enige kleurenfilm Jwala (1971) werd twee jaar na haar overlijden uitgebracht.
Madhubala kreeg in 2017 een wassenbeeld in het Madame Tussauds.

## Filmografie
| Verloren films zijn films waarvan de filmrol zoek is geraakt nadat het werd uitgebracht |

| Jaar | Film                       | Rol              | Opmerking                            |
| ---- | -------------------------- | ---------------- | ------------------------------------ |
| 1939 | Swastik                    |                  | als kind onder de naam "Baby Mumtaz" |
| 1942 | Basant                     | Manju            | als kind onder de naam "Baby Mumtaz" |
| 1944 | Mumtaz Mahal               |                  | als kind onder de naam "Baby Mumtaz" |
| 1945 | Dhanna Bhagat              | Munni            | als kind onder de naam "Baby Mumtaz" |
| 1946 | Pujari                     |                  | als kind onder de naam "Baby Mumtaz" |
| 1946 | Phoolwari                  |                  | als kind onder de naam "Baby Mumtaz" |
| 1946 | Rajputani                  |                  | als kind onder de naam "Baby Mumtaz" |
| 1947 | Neel Kamal                 | Ganga            | onder de naam "Mumtaz"               |
| 1947 | Mere Bhagwaan              |                  |                                      |
| 1947 | Chittor Vijay              |                  | verloren film                        |
| 1947 | Khoobsurat Duniya          |                  |                                      |
| 1947 | Dil Ki Rani                | Raj Kumari Singh |                                      |
| 1947 | Saat Samundaron Ki Mallika |                  |                                      |
| 1948 | Desh Sewa                  |                  | verloren film                        |
| 1948 | Amar Prem                  | Radha            | verloren film                        |
| 1948 | Parai Aag                  | Shobha           |                                      |
| 1948 | Lal Dupatta                | Shobha           | verloren film                        |
| 1949 | Sipahiya                   |                  |                                      |
| 1949 | Aparadhi                   | Sheela Rani      |                                      |
| 1949 | Daulat                     |                  |                                      |
| 1949 | Neki Aur Badi              |                  |                                      |
| 1949 | Imtihaan                   |                  |                                      |
| 1949 | Paras                      | Priya            |                                      |
| 1949 | Mahal                      | Kamini/ Asha     |                                      |
| 1949 | Dulari                     | Shobha           |                                      |
| 1949 | Singaar                    | Sitara           |                                      |
| 1950 | Nishana                    |                  | verloren film                        |
| 1950 | Nirala                     | Poonam           |                                      |
| 1950 | Hanste Aansoo              |                  |                                      |
| 1950 | Beqasoor                   | Usha             |                                      |
| 1950 | Madhubala                  | Madhubala        |                                      |
| 1950 | Pardes                     | Chanda           |                                      |
| 1951 | Tarana                     | Tarana           |                                      |
| 1951 | Saiyan                     | Saiyan           |                                      |
| 1951 | Nazneen                    |                  |                                      |
| 1951 | Nadaan                     |                  |                                      |
| 1951 | Khazana                    |                  |                                      |
| 1951 | Baadal                     | Ratna            |                                      |
| 1951 | Aaram                      | Leela            |                                      |
| 1952 | Saqi                       | Rukhsana         |                                      |
| 1952 | Sangdil                    | Kamala           |                                      |
| 1953 | Rail Ka Dibba              | Chanda           |                                      |
| 1953 | Armaan                     | Radha            |                                      |
| 1954 | Bahut Din Huwe             | Chandrakanta     |                                      |
| 1954 | Amar                       | Anju Roy         |                                      |
| 1955 | Teerandaz                  |                  |                                      |
| 1955 | Naqab                      | Yasmin           |                                      |
| 1955 | Naata                      | Tara             | ook producent                        |
| 1955 | Mr. & Mrs. '55             | Anita Verma      |                                      |
| 1956 | Raj Hath                   | Raja Beti        |                                      |
| 1956 | Shirin Farhad              | Shirin           |                                      |
| 1956 | Dhake Ki Malmal            |                  | verloren film                        |
| 1957 | Yahudi Ki Ladki            |                  |                                      |
| 1957 | Gateway Of India           | Anju             |                                      |
| 1957 | Ek Saal                    | Usha             |                                      |
| 1958 | Baghi Sipahi               |                  |                                      |
| 1958 | Police                     | Manju            |                                      |
| 1958 | Phagun                     | Banani           |                                      |
| 1958 | Kala Pani                  | Asha             |                                      |
| 1958 | Howrah Bridge              | Edna             |                                      |
| 1958 | Chalti Ka Naam Gaadi       | Renu             |                                      |
| 1959 | Kal Hamara Hai             | Madhu/ Bela      |                                      |
| 1959 | Insaan Jaag Utha           | Gauri            |                                      |
| 1959 | Do Ustad                   | Madhu Sharma     |                                      |
| 1960 | Mehlon Ke Khwab            | Asha             | ook producent                        |
| 1960 | Mughal-e-Azam              | Anarkali         |                                      |
| 1960 | Jaali Note                 | Renu/ Beena      |                                      |
| 1960 | Barsaat Ki Raat            | Shabnam          |                                      |
| 1961 | Jhumroo                    | Anjana           |                                      |
| 1961 | Boy Friend                 | Sangeeta         |                                      |
| 1961 | Passport                   | Rita             |                                      |
| 1962 | Half Ticket                | Asha/ Rajnidevi  |                                      |
| 1962 | Pathan                     |                  | producent                            |
| 1964 | Sharabi                    | Kamala           |                                      |
| 1971 | Jwala                      | Jwala            |                                      |